# ダリウシュ・ラヴリノヴィチ
ダリウシュ・ラヴリノヴィチ（Darjuš Lavrinovič、1979年11月11日 - ）は、リトアニア・ヴィリニュス出身のバスケットボール選手である。リトアニア語の名前はダリュシャス・ラヴリノヴィチュス（Darjušas Lavrinovičius）、ポーランド語の名前はダリウシュ・ワヴルィノヴィチ（Dariusz Ławrynowicz）。
双子の兄であるクシシュトフ・ラヴリノヴィチもバスケットボール選手。

## 来歴
1996年にアリタ・アリートゥスで兄弟揃ってプロデビュー。
大学卒業後、アリタ・アリートゥスに復帰した後、2003年に強豪BCジャルギリスに移籍。
2006年には兄が所属するロシアのUNICSカザンへ移籍。兄は2007年にモンテパッシ・シエナへ移籍したものの、弟は残留する。

### リトアニア代表
リトアニア代表には兄に遅れながらも2005年欧州選手権に出場。
2006年世界選手権でも来日している。
2008年北京オリンピックにも出場している。